# معلم (مجموعه تلویزیونی)
معلم یک مجموعه تلویزیونی ترکی (به ترکی استانبولی: Oğretmen)، است. این سریال به کارگردانی کورای کریم اوغلو است. و از سریال ژاپنی Mr. Hiiragi's Homeroom تقلید شده است که اولین قسمت آن در تاریخ ۴ مارس ۲۰۲۰ از شبکهٔ فاکس (FOX) ترکیه پخش شد. و در ٩ قسمت به پایان رسید.

## داستان
داستان این سریال در مورد خودکشی یک دانش آموز به اسم رؤیا است.او یک دونده است و در مسابقه برنده می‌شود. همکلاسی‌هایش به او تهمت تقلب در مسابقه و دوپینگ می‌زنند. وقتی معلم آنها، یعنی آکیف متوجه این موضوع می‌شود، سعی دارد که مسببین خودکشی رؤیا را پیدا کند؛ به همین خاطر آنها را داخل کلاس زندانی می‌کند…

## بازیگران و شخصیت‌ها
شخصیت (نقش)های اصلی:
- ایلکر کاللی (آکیف)
- جرن مورای (زینب)
- سرهات کیلیچ (تانر)
- سرکان کسکین (ییلماز)
- شریف ارول (متین)

شخصیت (نقش)های کمکی:
- روحی ساری (ضیاء)
- بران سویسال (ماهیر)
- جانسین شنل (سیمگه)
- حسن شاهین ترک (کنان)
- اسماعیل کاراگوز (جوشکون)
- هاکان دینچ کل (هارون)

دانش آموزان:
- افه کان جان (طغرل)
- افرا ساراچ‌اوغلو (گیزم)
- الیف جرن بالیکچی (مِوسیم)
- ازگی گور (نیل)
- مرت رمضان دمیر (آتش)
- دوعا اوزوم (رؤیا)
- بنسو اوعور (سلین)
- اوزگور جیولک (فیکو)
- جانسو تومان (مروه)
- جان بارتو اصلان (چتین)
- سعید نظام ییلماز (خلیل)
- گوکسو ملک هولوجان (مینه)
- بوراک جان آراس (اسماعیل)
- دنیز اوزگور (سحر)
- فورکان اروغلان (صالح)